# Vrångelsta
Vrångelsta – miejscowość (tätort) w Szwecji, w regionie administracyjnym (län) Uppsala, w gminie Uppsala.
Według danych Szwedzkiego Urzędu Statystycznego liczba ludności wyniosła: 234 (31 grudnia 2018) i 277 (31 grudnia 2019).